# Franciszek Bies
Franciszek Bies (ur. 25 maja 1908 w Detroit, zm. 26 kwietnia 1969) – polski rolnik, poseł na Sejm PRL IV kadencji.

## Życiorys
Syn Józefa i Katarzyny. Uzyskał wykształcenie podstawowe, z zawodu rolnik, był też działaczem spółdzielczym. W 1956 został członkiem Zjednoczonego Stronnictwa Ludowego. Od 1961 członkiem plenum Powiatowego Komitetu tej partii w Oświęcimiu, a od 1963 członkiem prezydium PK.
Od 1961 pełnił funkcję przewodniczącego prezydium Gromadzkiej Rady Narodowej w Osieku. W 1965 uzyskał mandat posła na Sejm PRL IV kadencji z okręgu Chrzanów. Zasiadał w Komisji Spraw Wewnętrznych. Zmarł w trakcie kadencji.

## Odznaczenia
- Złoty Krzyż Zasługi
- Odznaka 1000-lecia Państwa Polskiego